# Cemitério de Chauchilla

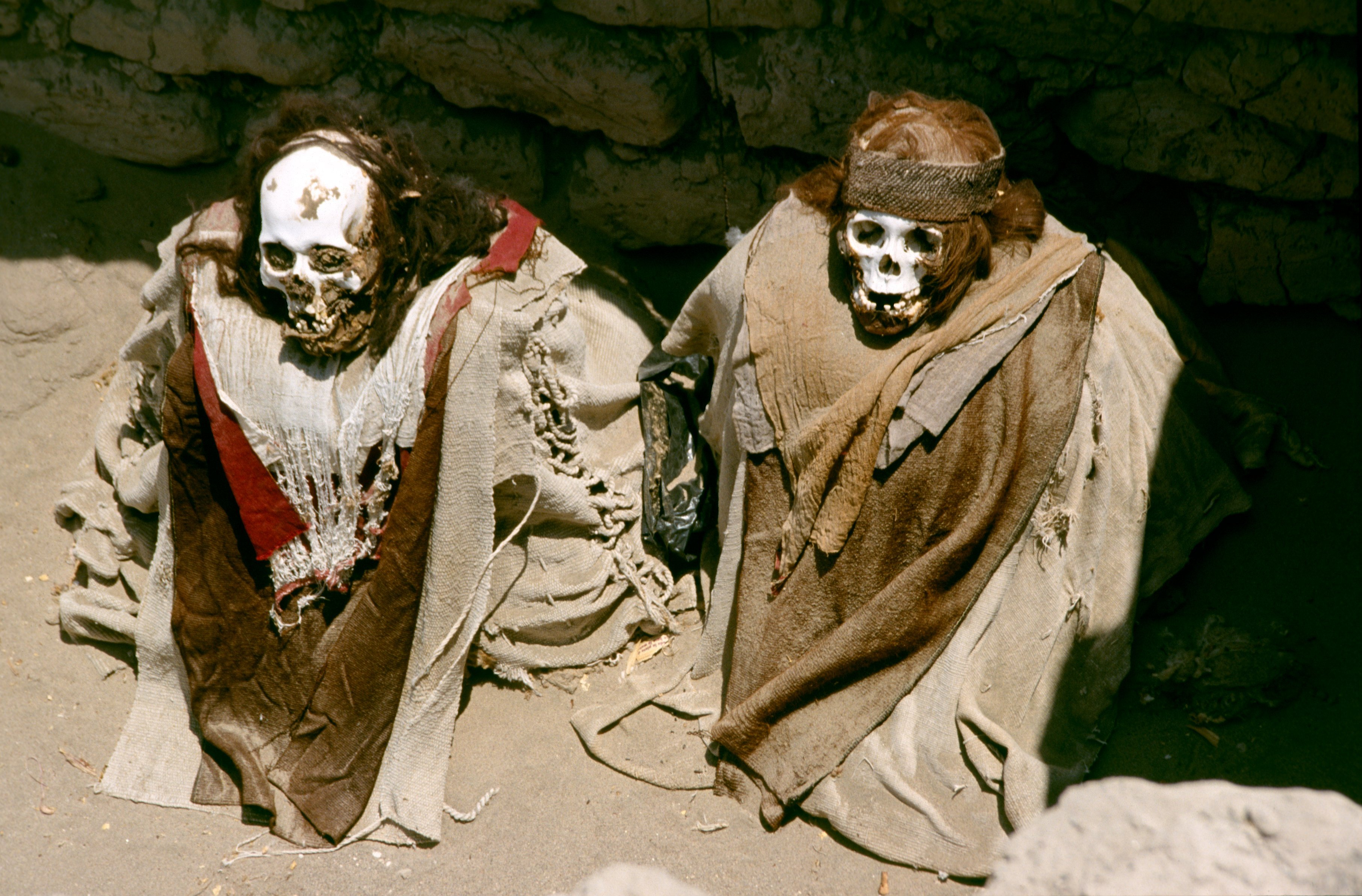
Múmias e restos arqueológicos no cemitério de Chauchilla.

O cemitério de Chauchilla se encontra situado a uns 30 km da cidade de Nazca, no departamento de Ica, no Peru.
Se trata de una necrópole de época pré-incaica. Algumas fontes a relacionam com a antiga Cultura Huari e outras com a Cultura Nazca que floreceram nessa zona entre o  século II a.C. até ao século IX da nossa era. No cemitério se podem ver restos da antiga civilização na forma de fragmentos de cerâmica, têxteis e múmias.
As múmias estão em um bom estado de conservação apesar de sua idade e em muitas delas se pode ver restos de cabelo, e inclusive, de pele. A conservação foi possível em parte graças ao clima árido do deserto de Nazca, no qual se encontra o cemitério. Se trata do único sítio arqueológico peruano em que se pode ver as múmias nas suas tumbas originais.
Por estar ao ar livre, a zona sofreu com roubo de túmulos, o que fez desaparecer a maioria dos seus tesouros arqueológicos. No entanto, desde 1997, a zona está protegida e se tornou um sítio arqueológico oficial.
Os cadáveres não eram mumificados por nenhum procedimento artificial. Os restos melhor conservados se devem às características do solo onde se encontram. Porém havia certas práticas mortuárias, como a exposição do fardo funerário já preparado por bastante tempo, com um pouco de cinabre em algumas partes do corpo. Tal exposição se dava no marco de uma série de rituais relacionados ao culto aos ancestrais.